# 크리스 초크
크리스 초크(Chris Chalk, 1986년 12월 7일 ~ )는 미국의 연극 배우, 영화배우, 텔레비전 배우이다.
애슈빌에서 태어났다.

## 방송
- 페리 메이슨
- 고담 시즌4
- 고담 시즌3
- 고담 시즌2
- 컴플리케이션스

## 영화
- 레드 씨 다이빙 리조트 (2018년)
- 컴플리케이션스 (2015년)
- 고담 시즌2 (2015년)
- 라일라 & 이브 (2015년)
- 버닝 블루 (2013년)
- 노예 12년 (2013년) - 클레멘스 역
- 뉴스룸 (2012년)
- 퍼슨 오브 인터레스트 (2011년)
- 덴 쉬 파운드 미 (2007년)
- 악마가 너의 죽음을 알기 전에 (2007년)
- 칼리토 2 - 칼리토의 법칙 (2005년)
- 렌트 (2005년)
- Law & Order : 성범죄전담반 1 (1999년)
- 법과 질서 (1990년)